# Campionati del mondo di atletica leggera 2005 - Lancio del disco maschile
La gara di lancio del disco maschile dei Campionati del mondo di atletica leggera di Helsinki 2005 si è disputata nelle giornate del 6 agosto (qualificazioni) e 7 agosto (finale).

## Podio
| Posizione | Atleta             | Paese    |
| --------- | ------------------ | -------- |
| Oro       | Virgilijus Alekna  | Lituania |
| Argento   | Gerd Kanter        | Estonia  |
| Bronzo    | Michael Möllenbeck | Germania |

## Qualificazioni

### Gruppo A
1. Gerd Kanter,  Estonia 65,76 m Q
2. Jason Tunks,  Canada 64,02 m Q
3. Michael Möllenbeck,  Germania 63,71 m Q
4. Frantz Kruger,  Sudafrica 63,44 m q
5. Jarred Rome,  Stati Uniti 62,72 m q
6. Carl Brown,  Stati Uniti 61,91 m
7. Bogdan Piščal'nikov,  Russia 61,91 m
8. Jo Van Daele,  Belgio 61,12 m
9. Vasiliy Kaptyukh,  Bielorussia 61,04 m
10. Frank Casañas,  Cuba 60,94 m
11. Jorge Balliengo,  Argentina 60,40 m
12. Abbas Samimi,  Iran 60,25 m
13. Gábor Máté,  Ungheria 58,97 m
  - Rutger Smith,  Paesi Bassi dns

### Gruppo B
1. Virgilijus Alekna,  Lituania 68,79 m Q
2. Lars Riedel,  Germania 66,22 m Q
3. Mario Pestano,  Spagna 65,04 m Q
4. Andrzej Krawczyk,  Polonia 64,51 m Q
5. Zoltán Kővágó,  Ungheria 64,30 m Q
6. Ian Waltz,  Stati Uniti 64,30 m Q
7. Aleksander Tammert,  Estonia 64,02 m Q
8. Libor Malina,  Rep. Ceca 62,41 m
9. Vikas Gowda,  India 62,04 m
10. Roland Varga,  Ungheria 61,94 m
11. Wu Tao,  Cina 61,75 m
12. Gaute Myklebust,  Norvegia 60,00 m
13. Timo Tompuri,  Finlandia 59,11 m

## Finale
| Posizione | Atleta             | Nazione     | Tentativi | Tentativi | Tentativi | Tentativi | Tentativi | Tentativi | Misura (m) | Note                  |
| Posizione | Atleta             | Nazione     | 1         | 2         | 3         | 4         | 5         | 6         | Misura (m) | Note                  |
| --------- | ------------------ | ----------- | --------- | --------- | --------- | --------- | --------- | --------- | ---------- | --------------------- |
| 1         | Virgilijus Alekna  | Lituania    | 63,93     | 67,90     | 68,10     | 66,75     | X         | 70,17     | 70,17      | Record dei campionati |
| 2         | Gerd Kanter        | Estonia     | X         | 64,69     | 65,10     | 68,57     | 65,53     | 62,64     | 68,57      |                       |
| 3         | Michael Möllenbeck | Germania    | X         | 65,24     | 64,99     | 65,95     | X         | —         | 65,95      |                       |
| 4         | Aleksander Tammert | Estonia     | 62,28     | 63,59     | 63,18     | 64,18     | 63,50     | 64,84     | 64,84      |                       |
| 5         | Ian Waltz          | Stati Uniti | 63,88     | 64,05     | X         | X         | 64,27     | 64,02     | 64,27      |                       |
| 6         | Frantz Kruger      | Sudafrica   | 63,19     | 61,47     | 60,92     | 63,64     | 64,23     | X         | 64,23      |                       |
| 7         | Jarred Rome        | Stati Uniti | 64,22     | 61,87     | X         | 62,64     | 63,68     | X         | 64,22      |                       |
| 8         | Jason Tunks        | Canada      | 63,39     | 63,77     | X         | X         | X         | X         | 63,77      |                       |
| 9         | Lars Riedel        | Germania    | 63,05     | X         | 62,47     |           |           |           | 63,05      |                       |
| 10        | Zoltán Kővágó      | Ungheria    | 62,94     | 62,68     | 59,61     |           |           |           | 62,94      |                       |
| 11        | Mario Pestano      | Spagna      | 62,75     | 60,32     | X         |           |           |           | 62,75      |                       |
| 12        | Andrzej Krawczyk   | Polonia     | 59,58     | 61,00     | 62,71     |           |           |           | 62,71      |                       |